# Nariné Simonian
Nariné Simonian (armenisch Նարինե Սիմոնյան; * 1965 in Leninakan, Armenische SSR) ist eine Pianistin, Orgelspielerin und Opern-Direktorin.

## Leben
Simonian besuchte 1976 die Musikschule, an der sie 1980 abschloss und den ersten Platz gewann. Von 1981 bis 1985 folgte der Besuch der Staatlichen Konservatoriums Jerewan, wo sie mit dem ersten Preis als Konzertpianistin und Solistin im Kammermusik-Ensemble abschloss. Als Konzertorganistin belegte sie 1989 den ersten Platz. Zwischen 1989 und 1991 konzertierte sie als Solistin in der Philharmonie in Yerevan und leitete Meisterkurse in Moskau, Tallinn und Helsinki. Ab 1991 vertiefte sie sich in Frankreich bei den Organistinnen Marie-Claire Alain und Huguette Dreyfus sowie bei André Isoir. Sie wurde 1994 mit ersten Preisen beim internationalen Klavierwettbewerb in Freiburg/CH und 1995 für Orgel vom Conservatoire National de Région in Rueil-Malmaison ausgezeichnet. Im selben Jahr gewann sie den nationalen Orgelwettbewerb von Île-de-France. 
Nariné Simonian wohnt in Paris, wo sie 2010 Christoph Willibald Glucks Oper "Orpheus und Euridike" in der Kirche Sainte-Croix in Paris Le Marais inszenierte. Die Orgel-Fassung mit Jozef Kapustka war eine Weltpremiere.

## CD-Aufnahmen
- Nariné Simonian aux Grandes Orgues de Saint-Eustache. Sepm Quantum, dQM 6954 / SM 61, 1996 (Werke von F. Mendelssohn, F. Liszt, J. Guillou).
- Chants Sacrés Arméniens. Quantum 2010, EAN 3356890705578 (mit Mourad Amirkhanian, Bassbariton).
- Johann-Sebastian Bach: Pièces BWV 564, 565, 529, 543, 538, 541, 683, 639. Sepm Quantum, dQm6985, 1997 (Bulle, Saint-Pierre aux Liens).
- Divine Liturgie et chants traditionnels arméniens. Sepm Quantum, 2001, EAN 3356890699600.
- Johann-Sebastian Bach: Petits Préludes, Fugues, Suite anglaise n°6... Sepm Quantum, 2000.